# لشکری پراک
لشکری پراک (نام علمی: Pantoporia paraka) نام یک گونه از سرده پروانه‌های لشکری است.